# غرايم باور
غرايم باور (بالإنجليزية: Graeme Power)‏ (7 مارس 1977 في المملكة المتحدة - ) هو لاعب كرة قدم بريطاني في مركز الدفاع. لعب مع كوينز بارك رينجرز ونادي إكزتر سيتي ونادي بريستول روفيرز وTruro City F.C. ‏ وTiverton Town F.C. ‏ ونادي ويموث.

## وصلات خارجية
- غرايم باور على موقع قاعدة بيانات كرة القدم.إي يو (الإنجليزية)
- غرايم باور على موقع Soccerbase.com (لاعب) (الإنجليزية)